# Une ruse
Une ruse est une nouvelle de Guy de Maupassant, parue en 1882.

## Historique
Une ruse est initialement publiée dans la revue Gil Blas du 25 septembre 1882, sous le pseudonyme Maufrigneuse, puis dans le recueil Mademoiselle Fifi.  

## Résumé
Un médecin raconte à une de ses patientes, idéaliste et convaincue que l'adultère est une tare, une aventure qui lui est arrivée. Une femme arrive chez lui en pleine nuit, en pleurs, car son amant vient de trouver la mort d'un arrêt cardiaque. Le médecin la suit, et constate effectivement le décès. Le mari rentrant à ce moment, les deux commencent à paniquer, craignant que la femme ne soit surprise en situation d'adultère du fait de la présence du mort, nu. Le médecin ordonne alors d'habiller l'homme à la va-vite, et fait passer le cadavre pour un de ses amis ayant fait un petit malaise, et reçoit de ce fait l'assistance du mari pour le porter. 
Lorsque la patiente demande au médecin la raison pour laquelle il lui a raconté cela, il répond "Pour vous offrir mes services, à l'occasion".

## Extraits
- Le mariage est un échange de mauvaises humeurs pendant le jour et de mauvaises odeurs pendant la nuit.

## Éditions
- Une ruse, Maupassant, contes et nouvelles, texte établi et annoté par Louis Forestier, Bibliothèque de la Pléiade, éditions Gallimard, 1974  (ISBN 978 2 07 010805 3).